# Philip Tideman

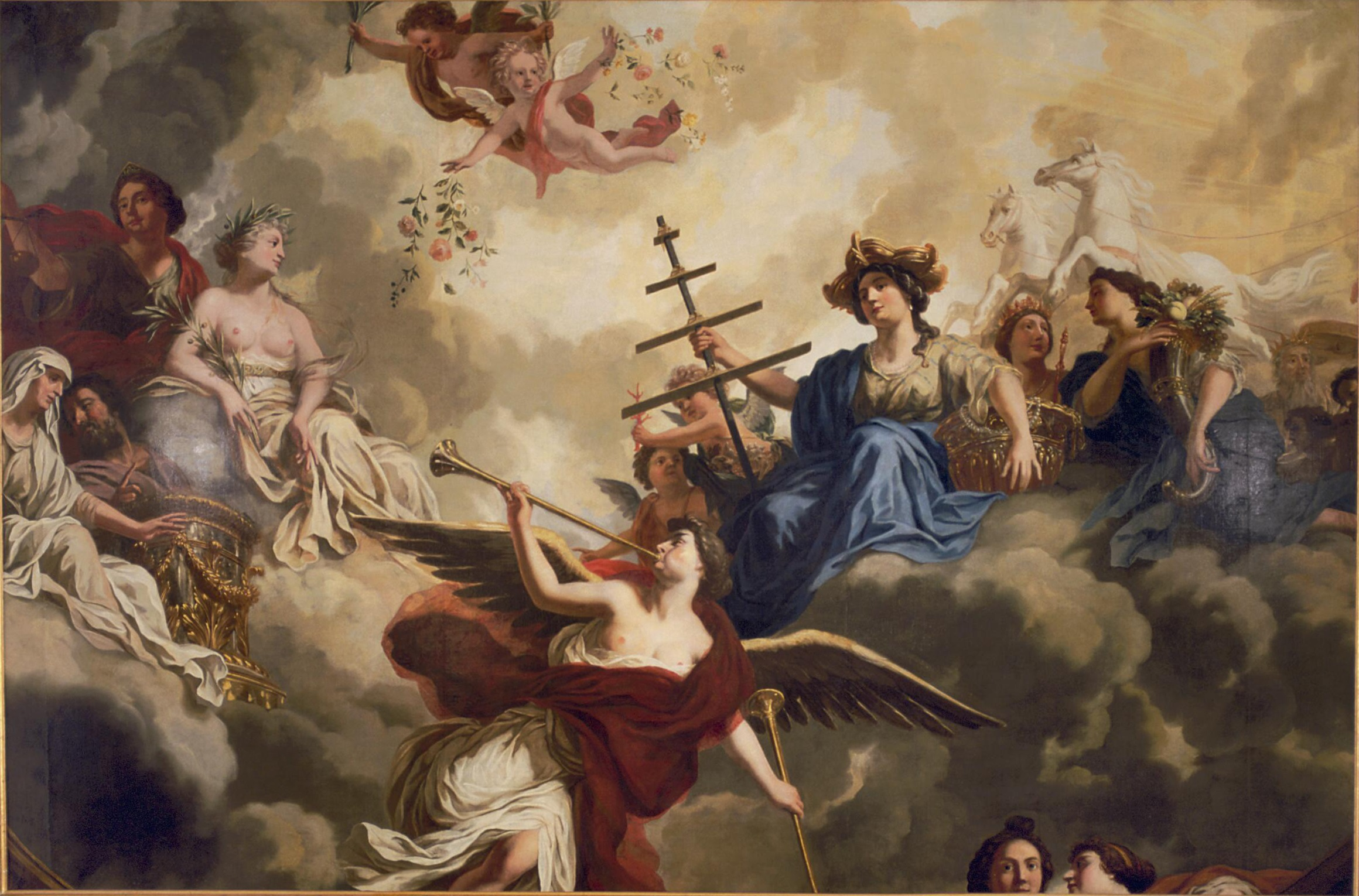
Allegorie op de zeevaart. (Philip Tideman, 1688)

Philip Tideman (Hamburg, 22 september 1657 – Amsterdam, 9 juni 1705) was een Noord-Nederlands decoratieschilder, kunstschilder en tekenaar.
Hij begon zijn opleiding op twaalfjarige leeftijd bij de Hamburgse kunstenaar Nicolaes Raes. Na acht jaar verliet hij Hamburg en trok naar Amsterdam, centrum van de schilderkunst, waar hij korte tijd in de leer ging bij Gerard de Lairesse. Lairesse bood hem aansluitend kost en inwoning aan, evenals een vast bedrag per jaar in ruil voor zijn hulp bij het schilderen van plafonds en nissen. Na twee jaar scheidden hun wegen. Tideman werkte vervolgens als zelfstandig meester tot aan zijn overlijden in 1705. In 1683 werd hij burger van Amsterdam. In 1684 trouwde hij met Aeltje Bruijns, met wie hij acht kinderen kreeg, van wie er vier op jonge leeftijd overleden.
Tideman stond bekend om zijn werk als interieurdecorateur en plafondschilder, maar ontwierp ook titelpagina’s, boekillustraties, cartouches voor kaarten en versieringen voor gebruiksvoorwerpen zoals inktpotten en medailles. Zijn oeuvre omvatte genrevoorstellingen, portretten en historiestukken. Hij was lid van het Sint-Lucasgilde in Amsterdam en werkte in 1686 in opdracht van Pieter de Graeff. Hij decoreerde onder andere de luiken van het orgel in de Oude Lutherse Kerk.
Ten tijde van zijn overlijden woonde hij aan de Prinsengracht, tussen de Spiegelgracht en de Weteringstraat. Hij werd begraven in de Nieuwezijds Kapel in Amsterdam.
- Biblioteca Nacional de España: XX5549992
- Bibliothèque nationale de France: cb153363902 (data)
- Biografisch Portaal: 91202381
- Digitale Bibliotheek voor de Nederlandse Letteren: tied002
- Gemeinsame Normdatei: 1012523381
- International Standard Name Identifier: 0000 0001 2264 3136
- Library of Congress Control Number: nr2002006064
- Nationale Bibliotheek van Tsjechië: ntk20201088415
- Nationale Bibliotheek van Polen: a0000002723566
- Nederlandse Thesaurus van Auteursnamen: 10053743X
- RKD-Nederlands Instituut voor Kunstgeschiedenis: 77412
- Istituto Centrale per il Catalogo Unico: TSAV438843
- Système universitaire de documentation: 140496955
- Union List of Artist Names: 500011026
- Virtual International Authority File: 17155646
- WorldCat: E39PBJg8G8gB8mdwJV8DBcwgrq